# Витачівська сільська рада
| Витачівська сільська рада — колишній орган місцевого самоврядування у Обухівському районі Київської області з адміністративним центром у с. Витачів. Історична дата утворення: в 1923 році. Водоймища на території, підпорядкованій даній раді: річка Дніпро. Сільській раді були підпорядковані населені пункти: - с. Витачів |

## Склад ради
Рада складалася з 14 депутатів та голови.

### Керівний склад ради
| ПІБ                         | Основні відомості                                                   | Дата обрання | Дата звільнення |
| --------------------------- | ------------------------------------------------------------------- | ------------ | --------------- |
| Пилипів Микола Олексійович  | Сільський голова, 1952 року народження, освіта                      | 26.03.1998   | 31.03.2002      |
| Василенко Оксана Іванівна   | Сільський голова, 1959 року народження, освіта                      | 31.03.2002   | 31.10.2010      |
| Гаврилець Анатолій Петрович | Сільський голова, 1967 року народження, освіта вища, безпартійний   | 31.10.2010   | 30.10.2015      |
| Дем'яненко Любов Андріївна  | Сільський голова, 1961 року народження, освіта середня, безпартійна | 30.10.2015   | 31.05.2017      |

Примітка: таблиця складена за даними джерела